# Frkašić
Frkašić is een plaats in de gemeente Udbina in de Kroatische provincie Lika-Senj. De plaats telt 47 inwoners (2001).